# Yara Flor
Yara Flor es una superheroína que aparece en los cómics estadounidenses publicados por DC Cómics Ella es una de las heroínas que usa la identidad de Wonder Girl. Creada por Joëlle Jones, apareció por primera vez en Dark Nights: Death Metal #7 (enero de 2021).
Yara es representada como la próxima Mujer Maravilla en el futuro vista por Diana en el evento Future State.

## Historial de publicación
Según la creadora del personaje, Joëlle Jones, la apariencia de Yara se inspiró en la modelo brasileña Suyane Moreira.

## Biografía ficticia
Yara Flor es hija de una amazona y de un dios brasileño del río, que se convierte en la defensora de la tribu amazónica Esquecida. El  personaje debutó en enero de 2021 como parte de la historia Future State de DC Comics, en la que se muestra como la Mujer Maravilla del futuro. En el universo DC actual, Yara se presenta como parte del evento editorial Frontera Infinita. Ella desconoce su herencia amazónica, pero, respondiendo a una profecía, los dioses olímpicos y las amazonas de Themiscyra, Bana-Mighdall y una tercera tribu en la selva amazónica por separado comienza a converger en su ubicación mientras hace un viaje desde los Estados Unidos a Brasil, el país de su nacimiento. La reina Hipólita envía a Wonder Girl (Cassie Sandsmark) para proteger a Yara, donde se encuentra con Artemis de Bana-Mighdall.

## Poderes y habilidades
Como semidiosa amazona-guaraní, Yara hereda habilidades que la amazona promedio no posee. Yara tiene fuerza, velocidad, reflejos, durabilidad, agilidad y sentidos sobrehumanos. También posee la habilidad de la hidroquinesis, que descubre después de obtener sus bolas de oro. Yara también monta un caballo alado blanco del Olimpo llamado Jerry.

## Otras versiones
En el posible futuro de Future State, Yara asume el papel de Wonder Woman y es miembro de la Liga de la Justicia.

## En otros medios
- Yara Flor como Wonder Woman aparece en el juego móvil DC Legends.